# 流浪汉小说

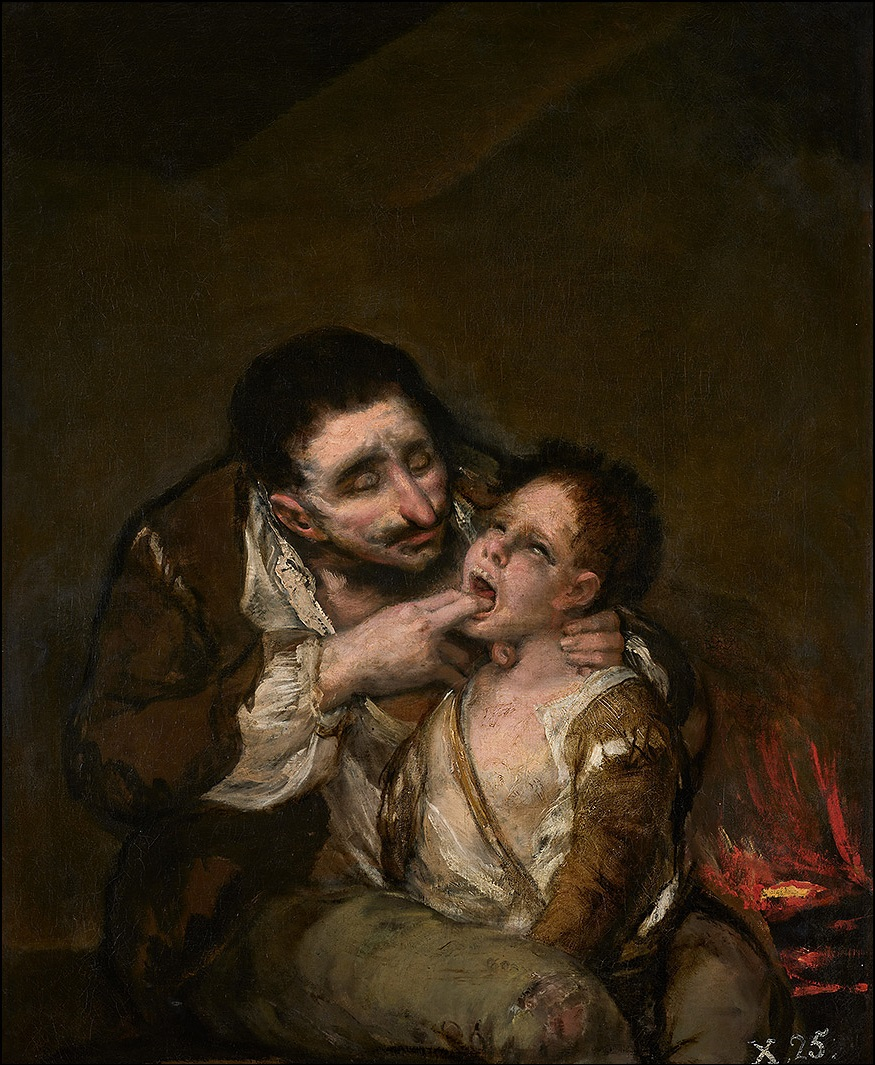
《小癞子》，弗朗西斯科·戈雅所画，1808年至1810年

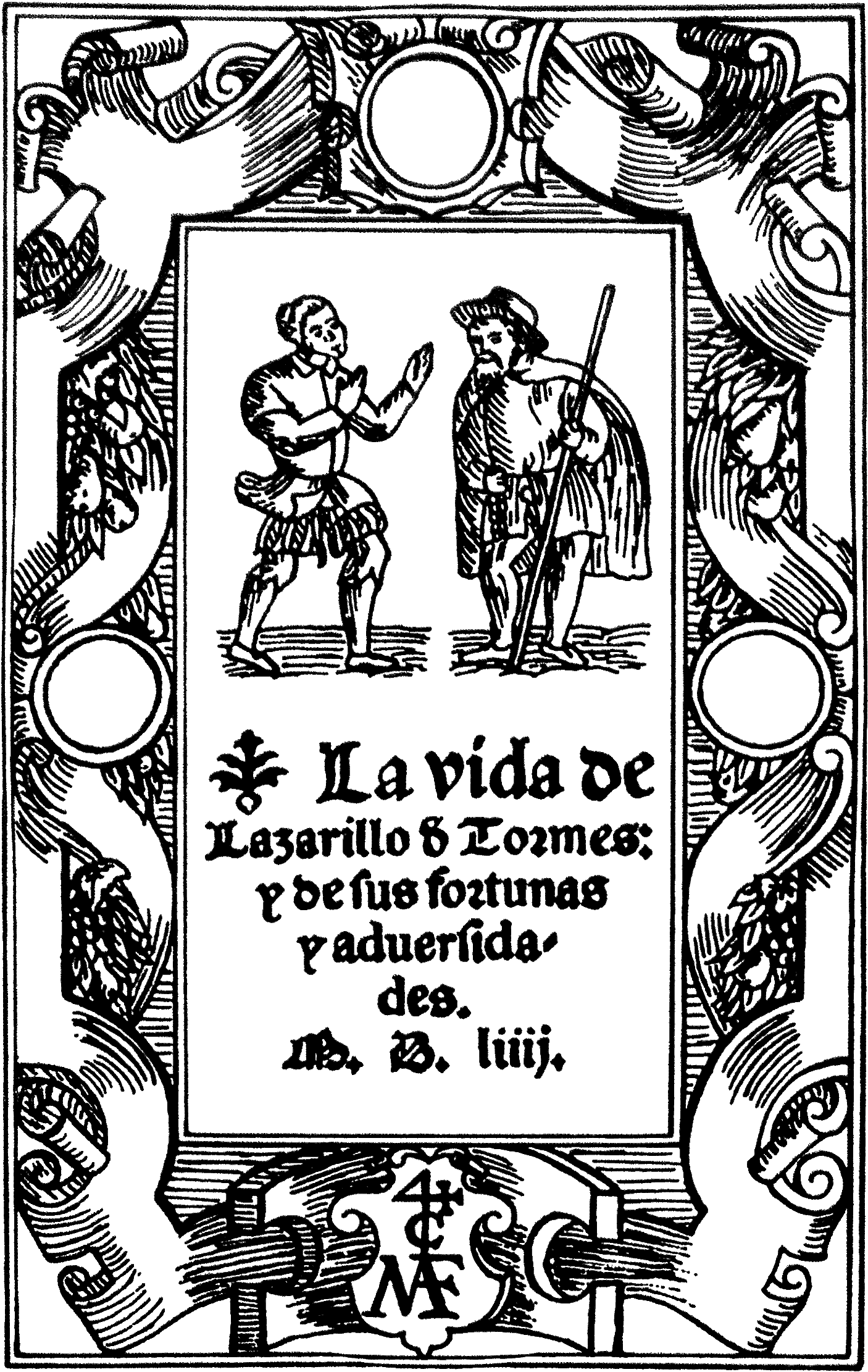
《小癞子》1554年版标题页

流浪汉小说，是16世紀源自西班牙，17世紀～18世紀在歐洲流行的小說形式。

## 語源
“pícaro”一词最早出现在西班牙作家马特奥·阿莱曼的《古斯曼·德·阿尔法拉切》中。该词原意即“违法者”、“无赖”或“恶棍”。语源不明。
由于西班牙流浪汉小说的影响，这个词很快被欧洲各国移译成自己的语言。例如，它的英译通常是rogue、knave、sharper（流浪汉、恶棍、骗子），法语则译为gueux、voleur（乞丐、窃贼），德语译成Schelmenroman、Abenteurer（淘气鬼、冒险者），译成意大利语则是pitocco、furbone（漂泊者、流浪汉），等等。

## 中文译名
在中文语境中，其译名多种多样，如“骗子小说”、“恶棍小说”、“惡漢小說”、“浪蕩漢小說”等。现代文学大师茅盾将其称作“恶棍罗曼司”。

## 定义
世界各国文学界对流浪汉小说的定义存在不同程度的分歧。英国词典编者库顿将流浪汉小说定义为“以流浪汉为主角的叙事作品，通过描写流浪汉的遭遇讽刺社会现实”。《牛津文学术语简明词典》将其定义为“主人公通常以第一人称叙述，以插曲式结构和对不道德现实遭遇的描写为主要特征的文学作品”。
美國比較文學者內哈瑪斯認為「惡漢小說敘述主角一連串的冒險，每場冒險往往結構相同，主要角色的行為模式幾乎完全不變」。
中文语境中，“流浪汉小说”有广义和狭义之分：广义的流浪汉小说泛指一切以流浪汉为主题的叙事性文学作品；狭义的流浪汉小说以《小癞子》为鼻祖，以社会底层主人公的经历为线索，以第一人称为叙述视角，对社会的丑恶或人性的黑暗进行揭示和讽刺的叙事性文学作品。

## 开山之作
世界各国文学界普遍认为，流浪汉小说的鼻祖是16世纪中叶出版的西班牙小说《小癞子》。也有学者根据广义的定义，将罗马帝国朝臣盖厄斯·佩特罗尼乌斯·阿尔比特的长篇小说《萨蒂利孔》看作是欧洲文学史上现存的第一部流浪汉小说。

## 特点
西班牙比较文学学者、文学评论家克劳迪奥·纪廉认为，流浪汉小说有八大特点：
1. 流浪汉是不幸的孤儿。
2. 小说是流浪汉自己叙述的故事。
3. 叙述者的观点片面，带有偏见。
4. 叙述者留心观察社会，并从社会中学习实践。
5. 描绘饮食、饥饿、钱财等生存的物质需求。
6. 流浪汉观察到各种情形的生活。
7. 流浪汉在横向上经历各种不同的遭遇，纵向上在历经社会磨练中逐渐成长。
8. 各段故事间没有直接联系，相互连接而不紧密相扣。

## 艺术特征
上海师范大学文研所的李志斌博士认为，流浪汉小说有四大艺术特征：
1. 采用第一人称角度叙事，叙事者（即主人公）是流浪汉自己。
2. 采用“缀段式”叙事结构，各段情节之间看似毫不相干，实则有内在联系。
3. 运用复杂的透视法塑造主人公形象。
4. 语言风格幽默、机智、生动且口语化。

## 影响

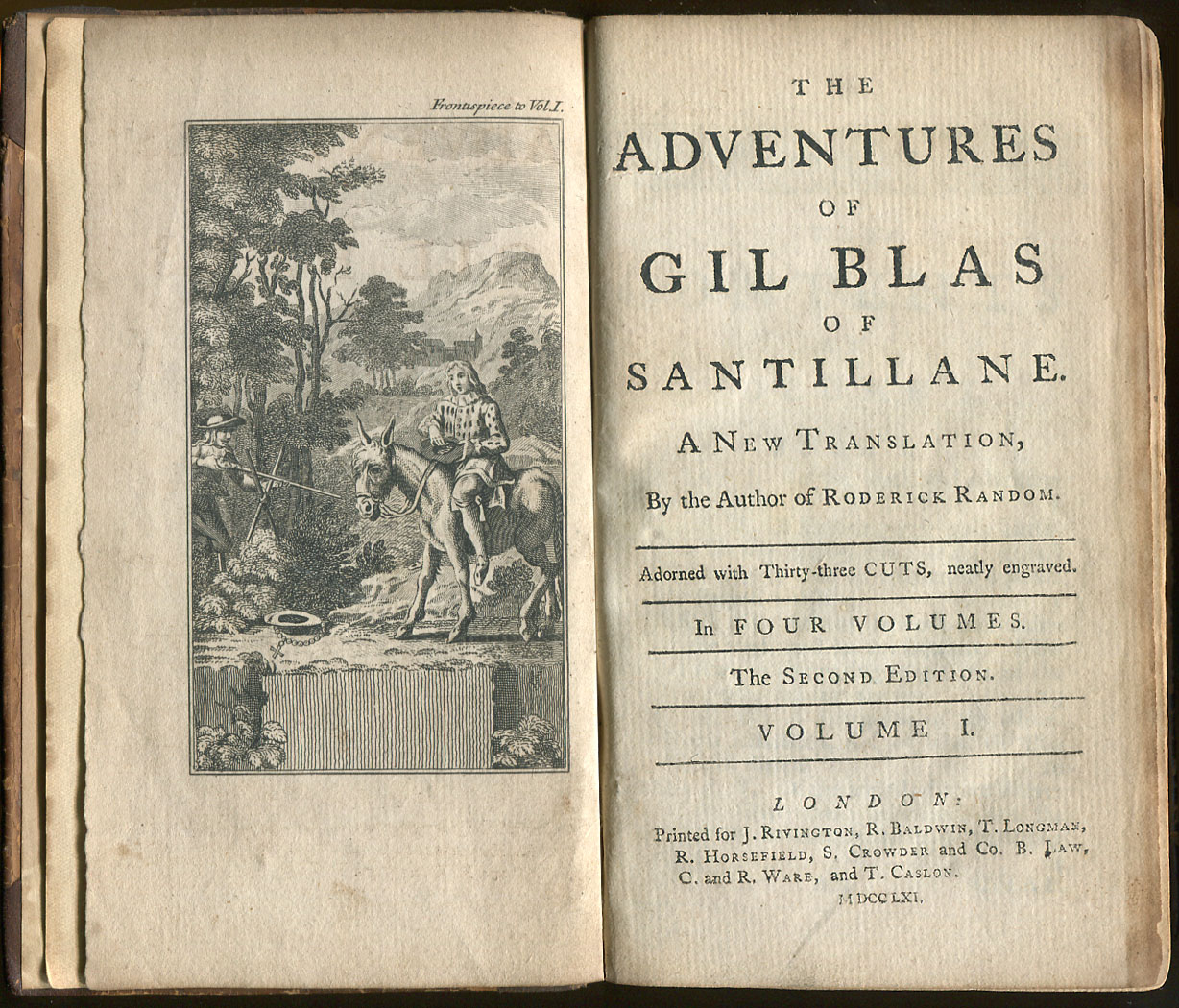
《吉尔·布拉斯》英译版

西班牙流浪汉小说在16世纪中叶至17世纪初期是西班牙文坛的主流，后逐渐朝着社会风俗和冒险的方向发展，形成了有别于流浪汉小说的风俗小说和冒险小说。《堂吉诃德》的问世则把两者推向极至，使西班牙文学向现实主义方向发展。
西班牙流浪汉小说对其他国家的文坛也产生了重大影响。早在1594年，英格兰作家托马斯·纳什就模仿西班牙的流浪汉小说，创作了《不幸的旅行者》。后来的知名作品包括18世纪丹尼尔·笛福的《摩尔·弗兰德斯》（1722年）和托比亚斯·斯摩莱特的《蓝登传》（1748年）等。其他国家较知名的有：法国作家阿兰·热内·勒萨日的《吉尔·布拉斯》，德国小说家漢斯·雅各布·馮·克里斯托·格里梅爾斯豪森的《痴儿历险记》（1669年）。
在19世纪，英国作家狄更斯的《匹克威克外传》、美国作家马克·吐温的《汤姆索亚历险记》和俄国作家果戈里的《死魂灵》均是较著名的流浪汉小说。
20世纪著名的流浪汉小说有：美国犹太裔作家，诺贝尔文学奖得主索尔·贝娄的《奥吉·马奇历险记》。

## 關連項目
- 反英雄

## 脚注
1. ↑  汤学志; 吴岳添. . 世界短篇小说分类文库. 中国和平出版社. 2002年7月. ISBN 9787801014955.
2. ↑  Daniel Eisenberg.  (PDF). Kentucky Romance Quarterly: 203–219. 1979  [2014-08-30]. （原始内容 (PDF)存档于2016-03-04）. |issue=被忽略 (帮助)
3. ↑  .   [2019-08-31]. （原始内容存档于2019-08-31）.
4. ↑  . Online Etymology Dictionary.   [2019-08-31]. （原始内容存档于2021-03-01） （英语）.
5. ↑  . DWDS.   [2019-08-31]. （原始内容存档于2020-12-08） （德语）.
6. ↑  . 第48-53期. 松遼学刊编辑部. 1990年: 第76页 （中文）.
7. ↑  華東六省一市二十院校"外國文學參考資料" 選編組 (编).  第2卷. 福建人民出版社. 1980年: 第444页  [2019-03-06]. （原始内容存档于2021-11-04） （中文）.
8. ↑  弗羅杭·柯立葉. . 馬可孛羅. 2015年  [2019-03-06]. ISBN 9789865722432. （原始内容存档于2019-06-07） （中文）.
9. ↑  張錯著. . 書林出版. 2011年: 第254页. ISBN 9789574453849 （中文（臺灣））.
10. ↑  茅盾. . 人民文学出版社. 1984年: 第168页  [2019-03-06]. （原始内容存档于2021-11-04） （中文）.
11. ↑  李志斌. . 上海师范大学. 2007年. doi:10.7666/d.y1163023.
12. ↑  J. A. Cuddon. . London: Andre Deutsch Ltd. 1977: 505 （英语）.
13. ↑  Chris Baldick. . Oxford University Press. 1996  [2019-03-06]. ISBN 9780199208272. （原始内容存档于2019-06-14） （英语）.
14. ↑  亞歷山大．內哈瑪斯. . 網路與書出版. 2018年  [2019-08-10]. ISBN 9789869616829. （原始内容存档于2021-11-04） （中文）.
15. ↑  张若凡. . 作家. 2014年, (第16期): 107. ISSN 1006-4044.
16. ↑  杨绛. . 读书 (生活·读书·新知三联书店). 1984年, (第6期). ISSN 0257-0270 （中文）.
17. ↑  唐丽娟. . 外国文学评论. 1993年, (第1期): 101–107 （中文）.
18. ↑  张隆溪. . 三联书店. 1986年: 第144页  [2019-03-06]. CSBN 7002·69. （原始内容存档于2021-11-04） （中文）.
19. ↑  李志斌. . 外国文学评论 (中国社会科学院). 1992年, (第2期): 98–102. ISSN 1001-6368 （中文）.
20. ↑  李德恩. . 外国文学. 2004年, (第2期): 107. ISSN 1002-5529. doi:10.3969/j.issn.1002-5529.2004.02.022 （中文）.
21. 1 2  武月明. . 1998年: 85-86. ISSN 1003-7519 （中文）. |journal=被忽略 (帮助); |issue=被忽略 (帮助)
22. ↑  黄震. . 青年文学家. 2013, (34): 95. ISSN 1002-2139.